# Quatrième arrondissement électoral de l'Aisne (1831-1848)
Pour les articles homonymes, voir Quatrième arrondissement électoral de l'Aisne.
La quatrième arrondissement électoral de l'Aisne est une ancienne circonscription législative de l'Aisne sous la monarchie de Juillet de 1831 à 1848.

## Description géographique et démographique
Le quatrième arrondissement électoral de l'Aisne regroupe l'ensemble de l'arrondissement de Saint-Quentin sauf le chef-lieu de l'arrondissement. Elle était l'une des 7 circonscriptions législatives du département de l'Aisne. 
Étant basé sur un suffrage censitaire, un collège électoral se réunit à Saint-Quentin pour élire le député de l'arrondissement, selon les termes définis par la loi. Un cens de 200 francs est nécessaire pour être électeur et un cens de 500 francs est obligatoire pour être éligible.
Créée par la loi du 19 avril 1831, elle regroupait les divisions administratives suivantes : le canton de Bohain, le canton du Catelet, le canton de Moÿ, le canton de Ribemont, le canton de Saint-Simon et le Vermand.
Elle disparaît le 24 février 1848, jour de la chute de la monarchie de Juillet et de la proclamation de la Deuxième République. 
Le gouvernement provisoire de la nouvelle république supprime, par le décret du 5 mars 1848, le découpage électoral avec l'introduction du scrutin de liste majoritaire à un tour départemental et du suffrage universel masculin.

## Historique des députations
| Législature      | Début            | Fin              | Député                    | Parti / Idéologie | Parti / Idéologie     | Observation                                                                              |
| ---------------- | ---------------- | ---------------- | ------------------------- | ----------------- | --------------------- | ---------------------------------------------------------------------------------------- |
| IIe législature  | 23 juin 1831     | 5 juillet 1831   | Vacant                    | Vacant            | Vacant                |                                                                                          |
| IIe législature  | 5 juillet 1831   | 7/9 janvier 1833 | César Niay                |                   | Libéral ministériel   | Ancien maire de Ribemont Démissionnaire                                                  |
| IIe législature  | 14 février 1833  | 25 mai 1834      | Alexandre-François Vivien |                   | Tiers parti           | Élu lors d'une élection complémentaire Dissolution le 25 mai 1834 par Louis-Philippe Ier |
| IIIe législature | 31 juillet 1834  | 3 octobre 1837   | Alexandre-François Vivien |                   | Centre                | Dissolution le 3 octobre 1837 par Louis-Philippe Ier                                     |
| IVe législature  | 18 décembre 1837 | 2 février 1839   | Alexandre-François Vivien |                   | Centre                | Dissolution le 2 février 1839 par Louis-Philippe Ier                                     |
| Ve législature   | 4 avril 1839     | 12 juin 1842     | Alexandre-François Vivien |                   | Centre                | Dissolution le 12 juin 1842 par Louis-Philippe Ier                                       |
| VIe législature  | 26 juillet 1842  | 6 juillet 1846   | Alexandre-François Vivien |                   | Opposition dynastique | Dissolution le 6 juillet 1846 par Louis-Philippe Ier                                     |
| VIIe législature | 17 août 1846     | 24 février 1848  | Alexandre-François Vivien |                   | Opposition dynastique |                                                                                          |